# 多賀弘明
多賀 弘明（たが ひろあき、1934年3月21日 - ）は、日本のレーシングドライバー。早稲田大学卒業。東京都出身。日本のモータースポーツ黎明期に活躍したドライバーの一人として、日本グランプリなどに出場。

## 略歴
早稲田大学の自動車部に所属し、ラリーやフィギュアなどの競技に出場。
1963年の第1回日本グランプリでは、トヨペット・クラウンを駆ってC-VIクラスに出場し、優勝を飾っている。
1964年には「トヨタモータースポーツクラブ（TMSC）」の設立に関与し、2代目のTMSC会長に就任。
当初TMSCの主催で行われていた富士1000kmなどのレースや、1966年のトヨタ・2000GTによるスピードトライアル運営にも携わっていた。また日本自動車連盟（JAF）スポーツ委員会のメンバーとしても活動した。
1971年にTMSC-R（トヨタのレース活動を請け負う会社）が設立された際には、高橋利昭（TMSC-R社長）と共に発起人（TMSC-R会長）になっている。
2013年には、日本グランプリ50周年を記念して発足したゴールドスタードライバーズクラブ（現・レジェンドレーシングドライバーズクラブ）の会長に就任した（2016年11月に退任）。
80歳を過ぎた現在も現役ドライバーとしてレース参戦を続けており、2014年7月にはツインリンクもてぎで開催された7時間耐久レース(JOY耐）に、日本グランプリ優勝時のクラウンの再現車（1964年型トヨタ・クラウンRS41改）に乗り、満年齢80歳にして出場。
2016年10月にMEGAWEBで行われた「TOYOTA MOTOR SPORTS DREAM DRIVE DREAM LIVE 2016」にも、同クラウンRS41改を自ら駆り登場した。
2015年2月に行われた電王戦×TOYOTA リアル車将棋では早稲田大学自動車部監督として、羽生善治側の車の制御を担った。
2018年11月と2019年10月には「レジェンドクラブカップ」（往年の名レーサーのレース。レジェンドレーシングドライバーズクラブが運営）に出場している。